# Ampelisca multispinosa
Ampelisca multispinosa är en kräftdjursart. Ampelisca multispinosa ingår i släktet Ampelisca och familjen Ampeliscidae. Inga underarter finns listade i Catalogue of Life.